# Maurice Hehne
Maurice Hehne (* 24. April 1997 in Pößneck) ist ein deutscher Fußballspieler, der beim FC Carl Zeiss Jena unter Vertrag steht.

## Karriere
Er begann seine Karriere beim VfB 09 Pößneck in seiner Heimatstadt und wechselte dann in die Jugend des FC Carl Zeiss Jena. Von der U17-Mannschaft wechselte er 2013 in die B-Jugend von Werder Bremen. Am 14. Mai 2016 wurde er beim 2:1-Sieg beim VfR Aalen zum zweiten Mal von Alexander Nouri in den Kader berufen. In der 83. Minute wurde er für Ousman Manneh eingewechselt.
Im Sommer 2019 wechselt der Verteidiger zum FSV Zwickau, wo er einen Einjahresvertrag mit Option auf ein weiteres Jahr erhielt. Nach Auslaufen seines Vertrages im Sommer 2021 verließ er den Verein. Kurz nach Ende der Transferfrist Anfang September nahm ihn sein ehemaliger Jugendverein FC Carl Zeiss Jena unter Vertrag.